# Hochrhönstraße
Die Hochrhönstraße verläuft in der Bayerischen Rhön von Bischofsheim in der Rhön bis Fladungen von Süden nach Norden. Sie ist der nördliche Abschnitt der Staatsstraße 2288 (kurz St 2288), ist 25 Kilometer lang, führt über die zentrale Hochfläche der Rhön, Lange Rhön genannt, und ist eine wichtige Verkehrsverbindung in der Hochrhön. Im Winter ist die Hochrhönstraße in der Langen Rhön nach starken Schneefällen des Öfteren wegen Schneeverwehungen gesperrt.

## Geschichte
Die Hochrhönstraße geht auf Planungen aus den 1930er-Jahren zurück. Zu Beginn des Zweiten Weltkrieges wurde mit dem Bau der Hochrhönstraße begonnen. Die Arbeiten wurden vom Reichsarbeitsdienst durchgeführt, sie war bis Ende des Krieges allerdings nicht asphaltiert, sondern nur geschottert.
Die Landkreise Bad Neustadt an der Saale und Mellrichstadt erklärten sich 1958 bereit, die Straße zu übernehmen und auszubauen. Sie wurde mit Hilfe erheblicher Zuschüsse des Freistaates Bayern mit einer Asphaltdecke versehen. Die Hochrhönstraße wurde durch den damaligen Staatssekretär im bayerischen Innenministerium, Alfons Goppel, am 19. Oktober 1958 in einer Feier in Fladungen dem Verkehr übergeben.

## Streckenverlauf
Die Kilometrierung der Hochrhönstraße geht von Bischofsheim in Richtung Fladungen. Der Nullpunkt liegt in Bischofsheim im oberen Brendtal an der Kreuzung mit der St 2088 in etwa 440 m ü. NN.
Die Hochrhönstraße steigt von dort stetig an, kreuzt in 476 m ü. NN die B 279 und führt in Serpentinen, dem Schwarzbach folgend, den Bauersberg hinan und führt bei Kilometer 4 am Rothsee und bei Kilometer 6 am Jagdschloss Holzberghof vorbei. Ab hier tritt die Hochrhönstraße in etwa 800 m ü. NN in das Biosphärenreservat Rhön ein und gelangt auf die Hochfläche der Rhön (Lange Rhön). Ab hier ist Parken nur auf bezeichneten Parkplätzen erlaubt und es herrscht ein eingeschränkter Winterdienst (keine Salzstreuung). Die Hochrhönstraße führt auf etwa 840 m ü. NN östlich am 926 Meter hohen Heidelstein vorbei. Von Osten stößt die Straße von Ginolfs kommend hinzu.
Ein zentraler Kreuzungspunkt in der Hochrhön befindet sich bei der Schornhecke, am Nordhang des Heidelsteines, bei Kilometer 10. Dort kommt von Osten die St 2286 von Oberelsbach und von Westen, aus Hessen, die Landesstraße (L) 3395 von Wüstensachsen. Die Straße führt östlich am Steinkopf (888 m) und am Stirnberg (902 m) vorbei und führt zum Schwarzen Moor. Auf diesem Streckenabschnitt treffen von Osten Straßen von der Thüringer Hütte, von Roth, von Hillenberg und von Hausen auf die Hochrhönstraße.
Am Schwarzen Moor, bei Kilometer 18 in 787 Meter Höhe, verlässt die Hochrhönstraße die Lange Rhön und das Biosphärenreservat und führt in Serpentinen nach Fladungen hinunter. Bei Kilometer 25 und etwa 410 m ü. NN endet die Hochrhönstraße mit der Einmündung in die B 285.
Den höchsten Punkt erreicht die Hochrhönstraße mit jeweils etwa 840 m ü. NN östlich des Heidelsteines und des Stirnberges. Die Strecke führt östlich des Hauptkammes der Hochrhön entlang.

## Bilder

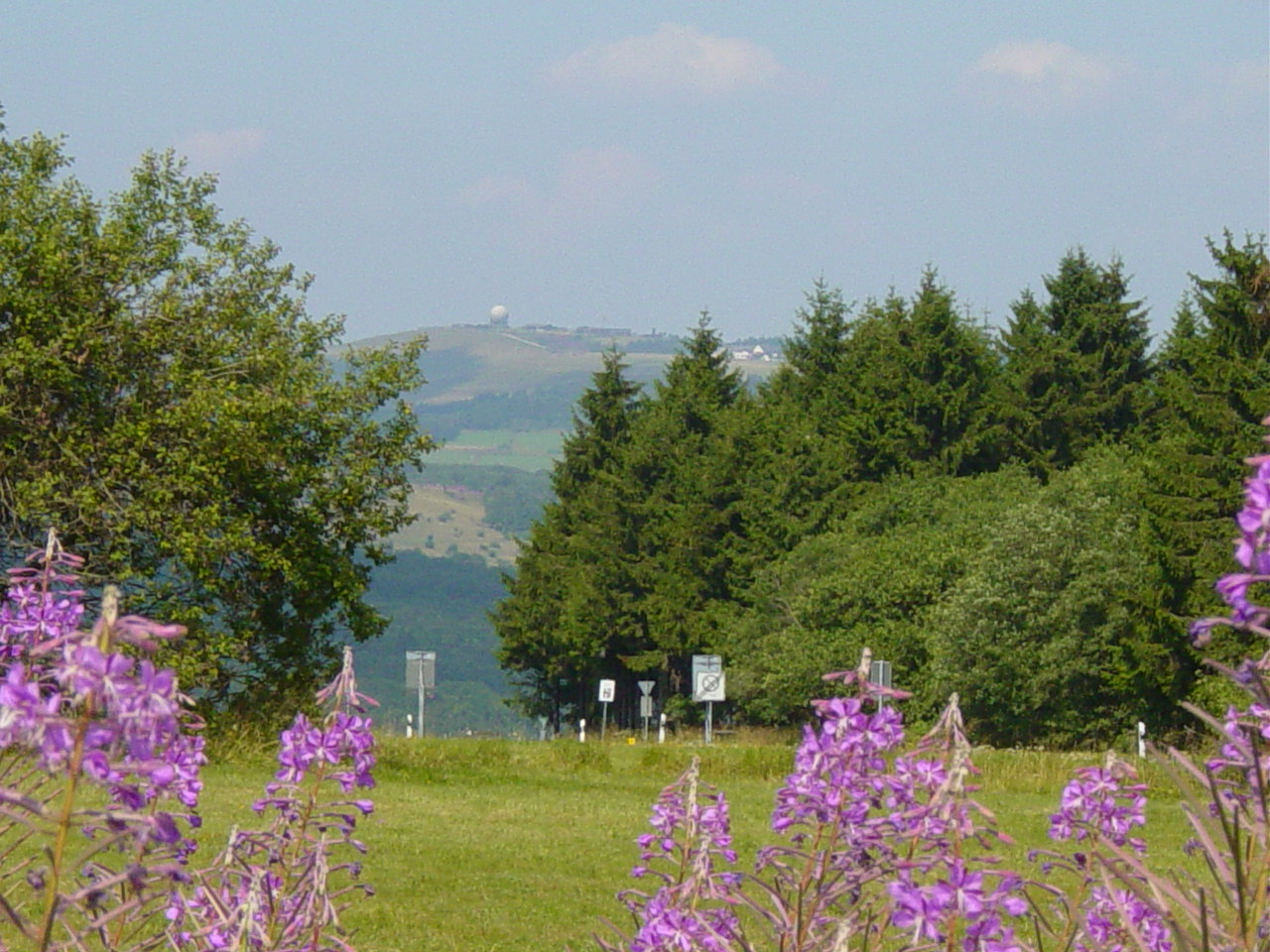
Blick von der Hochrhönstraße zur Wasserkuppe
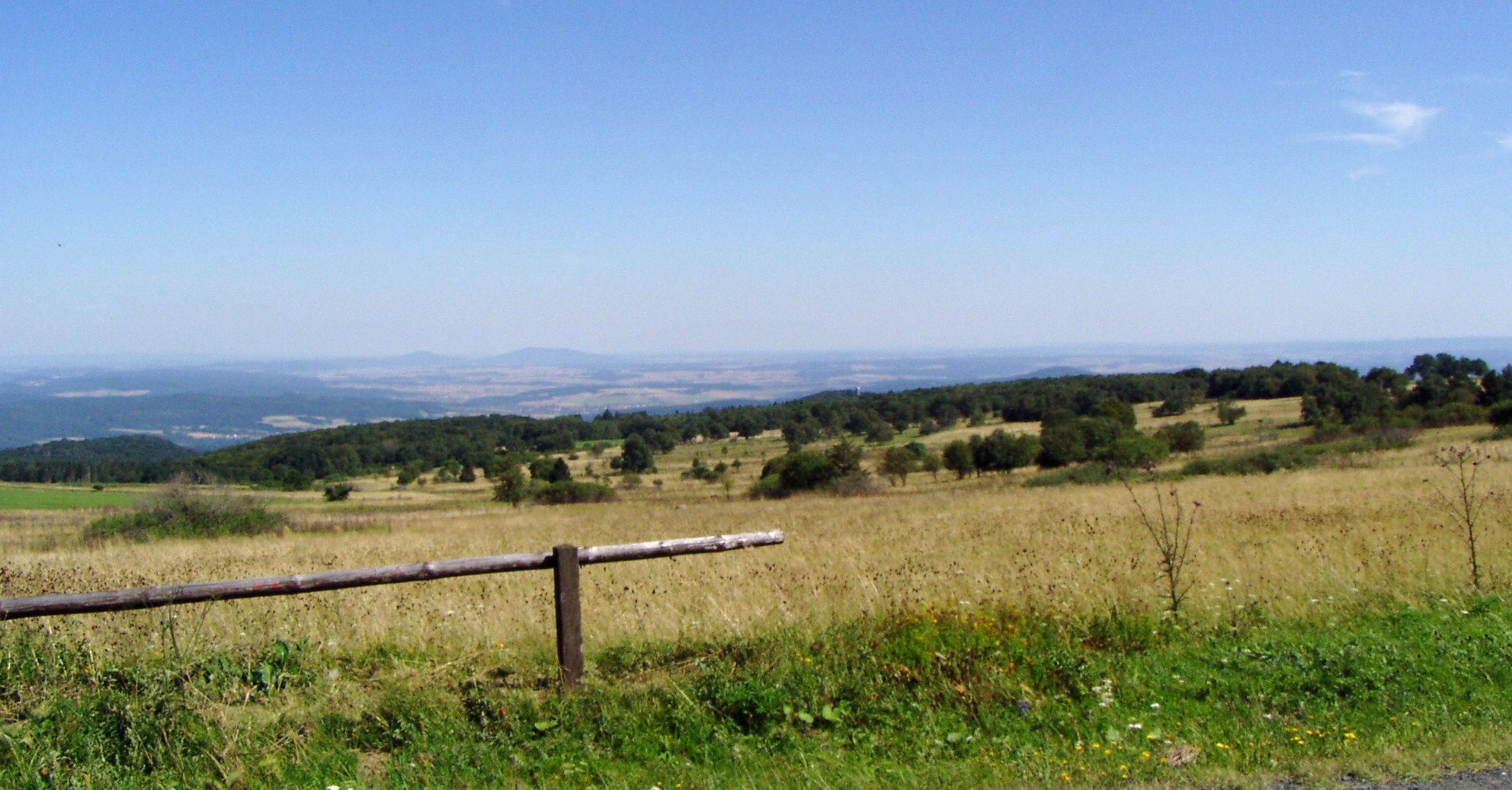
Blick von der Hochrhönstraße
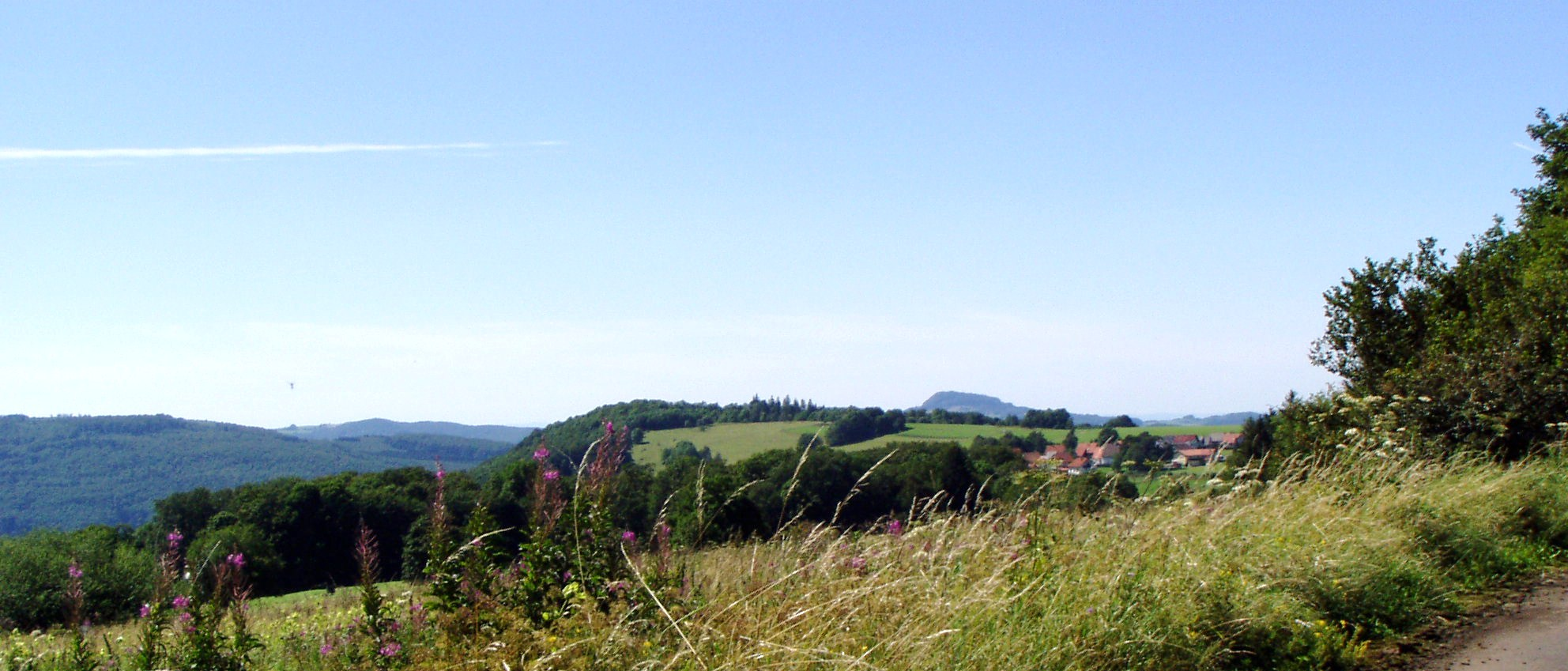
Blick von der Hochrhönstraße
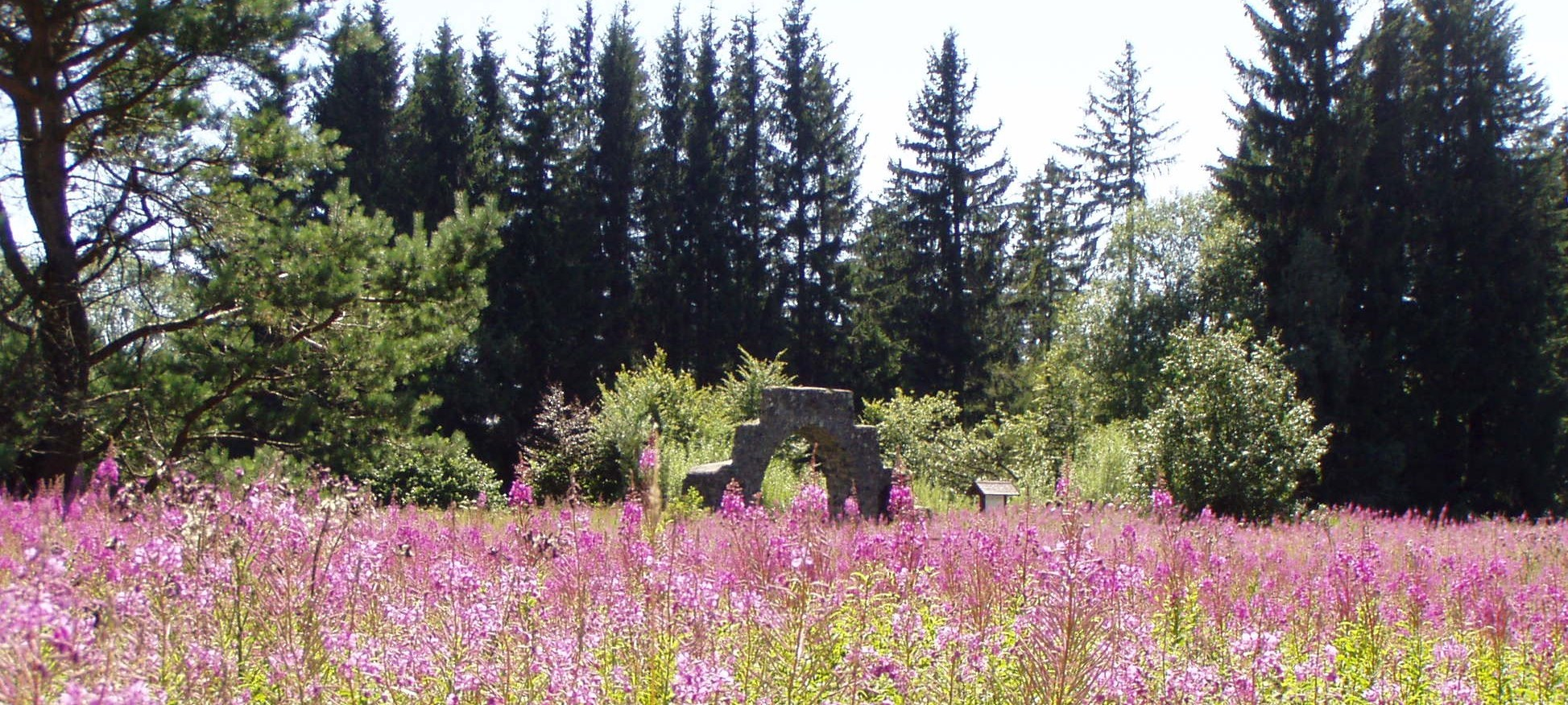
Eingang zum ehemaligen Reichsarbeitsdienstlager am „Schwarzen Moor“
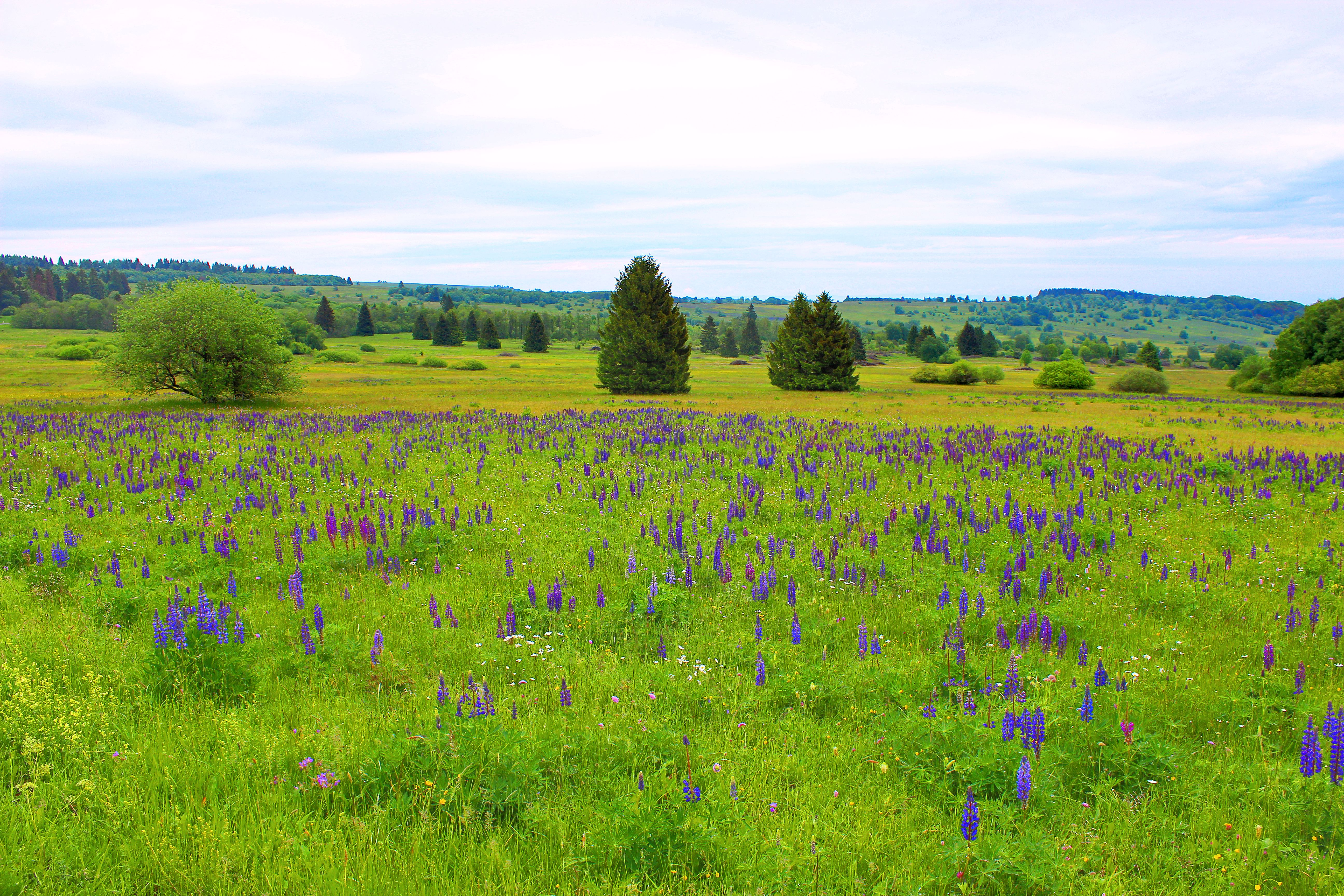
Blick von der Hochrhönstraße bei Fladungen